# Rekitî, Boureni
Rekitî (în ucraineană Рекіти) este un sat în comuna Liskoveț din raionul Boureni, regiunea Transcarpatia, Ucraina.

## Demografie
Componența lingvistică a localității Rekitî
     Ucraineană (99,69%)
     Alte limbi (0,31%)
Conform recensământului din 2001, majoritatea populației localității Rekitî era vorbitoare de ucraineană (99,69%), existând în minoritate și vorbitori de alte limbi.